# Katsukawa Shun'ei
Katsukawa Shun'ei (勝川 春英, 1762 - 13 décembre 1819) est un artiste d'estampes de style ukiyo-e.
Il réalise de nombreuses estampes d'acteurs de théâtre kabuki et de lutteurs de sumo. Le style de ses portraits d'acteurs annonce celui de Sharaku.

## Biographie
Il fut l'élève de Shunshō, et à sa suite le chef de file de l'école Katsukawa au tournant du XIXe siècle. Il reprend dans sa signature d'artiste une syllabe du nom de son maître comme il est de coutume.

## Œuvres
Il est particulièrement connu pour ses portraits de sumotori et d'acteurs de kabuki. On lui doit les illustrations d'une encyclopédie sur ce genre théâtral, la Shibai kimmô zui (littéralement "Encyclopédie illustrée du théâtre"), publiée en 1803, qui a rencontré un grand succès.